# Osovina
Osovina je mašinski deo (element) duguljastog, najčešće cilindričnog oblika, koji nosi točkove, remenice, zupčanike,  poluge, ležajeve ili slično, a koji se okreću ili rotiraju (ili se njišu) oko njega ili zajedno s njim. Za razliku od vratila, osovina ne prenosi obrtni moment pa je opterećena samo na savijanje, a ne i na uvijanje (torziju). Po obliku poprečnoga preseka, razlikuju se cilindrična, kvadratna, oslabljena i šuplja osovina, a postoje i osovine posebnoga oblika. Deo osovine koji leži u ležaju naziva se rukavac.
Osovina može povezivati razne mašinske delove kao na primer točak ili ležaj kod pogonskog podvozja voza. Dakle, osovina može i mirovati (ostali mašinski delovi na njoj rotiraju), dok se vratilo uvek rotira, jer prenosi obrtni moment, dakle vratila se uvek kreću i uvek obavljaju neki mehanički rad, dok se osovine mogu i ne moraju pokretati i nose na sebi neke delove koji se vrte. Osovine sa središnjim uzdužnim provrtima nazivaju se šuplje osovine. Osovine su pretežno ravne i cilindrične, a mogu biti izvedene kao glatke ili stupnjevane. Kratka osovina naziva se još i osovinica (na primer osovinica klipa i svornjaci). Uobičajeno je umesto naziva vratilo primeniti naziv osovina kad god je iz samog opisa jasno da se radi o delu opterećenom na uvijanje, na primer osovina reduktora, kolenasta osovina, kardanska osovina, osovina kormila, osovina motora (turbine, pumpe), ili generalno pogonska osovina.
Za prenos snage između pokretnih pogonskih i radnih agregata upotrebljava se i savitljiva vratila (za pogon brojila, merila brzine vozila i brzine vrtnje, bušilica i drugih alata). Sastoje se od višeslojnog žičanog jezgre, koja se vodi u savitljivoj metalnoj cevi.
Radi smanjenja težine, osovine i vratila mogu biti šuplji, s uzdužnim provrtom, što poskupljuje izradu. Pri tome je korist od smanjenja težine veća nego šteta od smanjenja čvrstoće i krutosti. Na primer vratilo s prečnikom provrta 0,5•d je lakše 25%, a momenti otpora se smanjuju samo oko 5%.
Opterećenja osovina na savijanje potiču od njihove vlastite težine, težine drugih mašinskih delova koji su na njima ugrađeni, delovanja spoljašnjih sila, a kod vratila još i od delovanja obodnih sila koje stvaraju momente uvijanja i istovremeno pritišću vratilo. Prema njihovom geometrijskom središtu vratila se dele na ravna i kolenasta. Kolenasta vratila su vrlo važni delovi parnih mašina, motora s unutrašnjim sagorevanjem, kompresora i tako dalje.

## Rukavci
Rukavci su delovi osovina i vratila koji se vrte u kliznim ili valjnim ležajima (ili se ležajevi vrte na osovinama). Oni mogu biti različito oblikovani, a pre svega moraju imati glatku površinu koja se postiže finim struganjem, brušenjem ili poliranjem. Za ostale delove osovine ili vratila obično nije potrebna tako fina mašinska obrada. Kod sedala ležaja poluprečnik prelaza vratila mora biti manji od zaobljenja rubova ležajeva, kako bi se ležaj mogao potisnuti do odgovarajućeg naslona. Često su na mestima ležajeva predviđeni i odgovarajući žljebovi za krajeve alata koji omogućuju lakšu obradu rukavaca osovina ili vratila, te istovremeno osiguravaju dobro nameštanje ležajeva uz odgovarajući naslon. Osovine i vratila imaju obično dva rukavca, to jest ležaja, a dugačka i jače opterećena vratila više njih, na primer kolenasto vratilo motora. Osovine i vratila su retko jednakog prečnika po čitavoj dužini. Najčešće su stupnjevani, to jest pojedini delovi imaju različite prečnike.
Osovine i vratila naslanjaju se na ležaje pomoću rukavaca (osnaca, čepova). Ako je osovina uspravna, njen donji rukavac naziva se upornim ili petnim rukavcem. Osovine i vratila imaju cilindrični oblik, ali im prečnici na različitim presecima ne moraju biti jednaki, već se mogu menjati prema veličini opterećenja na tim mestima. Razlog je takvoj konstrukciji štednja materijala i ograničavanje težine. Kako na mestima promene prečnika dolazi do koncentracije naprezanja materijala osovina i vratila, i to tim većeg što je prelaz oštriji, ona moraju biti prikladno zaobljena.

## Materijali osovina
Pri izboru materijala za osovine i vratila potrebno je, osim karakteristika čvrstoće, uzeti u obzir i otpornost materijala na koncentraciju naprezanja, te otpornost na koroziju. Posebno je svojstveno za čelike visoke čvrstoće da su osetljivi na koncentraciju naprezanja koja nastaje uz prelaze s jednog na drugi prečnik, uz žljebove za pera i klinove, žljebove za uskočnike i slično. Za izradu osovina i vratila upotrebljavaju se konstrukcijski čelici, poboljšani čelici i čelici za cementiranje. 
Sve osovine i vratila, a naročito ako su vučene i hladno vučene, a nisu normalizirane, imaju zaostala naprezanja: veliki pritisak na površinskom sloju, a niski pritisak u jezgru. Nakon rezanja, a naročito nakon izrade utora za klin, ravnoteža zaostalih naprezanja se naruši, i osovina se savine bez delovanja spoljašnjeg opterećenja. Ovaj progib iznosi čak oko 1 mm za osovinu prečnika ∅ 50 mm na dužini utora od 1000 mm. Zato je obvezna završna obrada nakon rezanja utora za pero ili klin. Obično brušenje samo dosednih ploča zadovoljava. Rukavci, prelazi, dosedi, mesta za zaptivke i slično, fino se stružu ili bruse, odnosno komprimiraju, lapiraju ili obrađuju superfiniš postupkom. Ova završna obrada se bezuslovno radi nakon toplotne obrade.
Zbog naglih promena preseka uzrokovanih prelazima s manjega na veći prečnik i obrnuto, utorima za uskočnike, rupama i tako dalje, osovine i vratila u pravilu trpe veliku koncentraciju naprezanja. Pri oscilujućem (cikličkom) opterećenju ovo može dovesti do loma materijala zbog umora materijala. Odgovarajućim oblikovanjem, posebno oko kritičnih mesta, ova opasnost se može znatno ili potpuno ukloniti.
Glavni konstrukcijski materijali osovina i vratila jesu ugljenični i legirani čelici. Čelik za te mašinske delove legira se s hromom, niklom, molibdenom i manganom. Već prema zahtevima koje moraju zadovoljavati, osovine i vratila najpre se obrađuju struganjem, a njihovi rukavci posle toga brušenjem i ponekad poliranjem. Prema potrebi osovine i vratila obrađuju se (pre brušenja i poliranja) još i toplotnohemijskim postupcima (na primer kaljenjem, cementiranjem, nitriranjem). Pri tome materijal treba da bude odabran tako, da se osovini (vratilu) osigura potrebna dinamička čvrstoća i otpornost rukavaca prema izlizavanju u ležajevima. U posebnim slučajevima osovine i vratila mogu se napraviti od čeličnog liva ili od modifikovanog livenog željeza, koje se odlikuje visokom čvrstoćom i bolje prigušuje vibracije nego čelični materijal. Upotreba legiranih čelika isplati se kod oscilatornih naprezanja (naizmeničnog savijanja) samo onda, ako ne postoji delovanje zareza, jer su čelici visokih mehaničkih svojstava veoma osetljivi na takva delovanja. Za izbor materijala može biti merodavna otpornost na koroziju.

## Opterećenja osovina i vratila
Većina osovina i vratila mogu se u praksi smatrati nosačima na dva ili više ležaja, klizna ili valjna. Spoljašnje sile koje deluju na delove smeštene na osovini ili vratilu (zupčanike, remenice, lančanike, koturače itd.) uzrokuju reakcijske sile u ležajima koje zajedno sa spoljašnjim silama uzrokuju momente savijanja u poprečnim presecima. Sile, a time i momenti savijanja, generalno deluju u dve normalne ravni. Momenti savijanja stvaraju u te dve ravni rezultirajući moment savijanja, koji u osovini ili vratilu uzrokuje naprezanje na savijanje.
U mirujućim osovinama dinamičko opterećenje na savijanje je promenjivo zbog promenjivih spoljašnjih sila. Naprezanje na savijanje je tada najčešće istosmerno promenjivo, pa se za merodavnu karakteristiku čvrstoće uzima istosmerna trajna dinamička čvrstoća materijala. U rotirajućim osovinama naprezanja na savijanje su naizmenično promenjiva, pa se za merodavnu karakteristiku čvrstoće uzima trajna dinamička čvrstoća materijala za simetrični ciklus savijanja. Dakle, u oba slučaja se, kao i inače pri dimenzioniranju, ne računaju precizno dinamičke čvrstoće osovine, nego se računa samo s dinamičkim čvrstoćama materijala, ali se zato povećava potrebni stupanj sigurnosti.

### Progib osovina ili vratila
Zbog momenta savijanja osovina ili vratilo elastično se deformiše (savije), pa osna linija poprimi zakrivljen oblik. Ova deformirana geometrijska linija naziva se elastična linija savijanja, a sama deformacija progib. Ugaona deformacija elastične linije, tj. derivat njezine jednačine u smeru ose, naziva se nagib. Progib uzrokuje ekscentričnu rotaciju delova na osovinama ili vratilima (zupčanici, remenice, lančanici), što negativno utiče na funkciju čitave mašine (npr. odstupanja u zahvatu zupčanika). Nagib menja i položaj rukavca u ležajima, što uzrokuje njihovo nejednoliko opterećenje i time veće trošenje, tj. manju trajnost. Zbog toga se veličine progiba i nagiba ograničavaju dopuštenim vrednostima koje se određuju iskustveno.
Dopuštene vrednosti progiba: 
- kod grubih pogona (prenosna vratila, poljoprivredne mašine):  dužine,
- u opštem mašinstvu:  dužine,
- kod alatnih mašina, zupčanika:  dužine,
- kod elektromotora preporučuje se da progib bude manji od 1/10 zračnosti između statora i rotora.

Duga vratila, na primer prenosna (transmisiona) za mehanički prenos, deformiraju se znatno već pri srazmerno malom momentu uvijanja (torziji). Ova promena oblika izazvana deformacijom dovodi zbog elastičnosti vratila do nepoželjnih torzionih oscilacija mašinskih delova ugrađenih (montiranih) na vratilu (delovanje kao kod ravnih torzionih opruga). Zato se ograničava ugao zakretanja prema iskustvu na veličinu 0,25°/m.

### Kritični broja okretaja osovina i vratila
Usled opterećenja vlastitom težinom i težinom na njima učvršćenih delova rotirajuće osovine i vratila osciluju u normalnoj ravnini. Pri tome može nastupiti mehanička rezonancija i usled nje toliko povećanje amplitude da može doći do loma osovine. 
Mehanička rezonancija nastaje kod takozvanog kritičnog broja okretaja , kod kojeg se frekvencija promene spoljašnjih sila podudara s frekvencijom vlastitog oscilovanja sistema osovine (vratila) i na noj učvršćenih delova. Osim toga mehanička rezonancija može nastupiti i kad je frekvencija promene spoljašnjih sila jednaka umnošku frekvencije vlastitog oscilovanja tog sistema. 
Kritični broj okretaja , odnosno kritična ugaona brzina , može se u najjednostavnijem slučaju, smatrajući osovinu, odnosno vratilo nosačem koji leži na dva uporišta, odrediti pomoću njenog progiba f izazvanog delovanjem centrifugalne sile. Progib f povećava se s ugaonom brzinom, odnosno s brojem obrta, a kritična je ona ugaona brzina , pri kojoj se on povećava neograničeno. Kritični broj obrta u minuti kao funkcija progiba f određen je izrazom:
{\displaystyle n_{k}\approx 300\cdot K\cdot {\sqrt {\frac {1}{f}}}}
gde je vrednost koeficijenata K između 0,9 i 1,3, već prema načinu uležištenja osovine (vratila). Prema tome je broj okretaja osovine to veći, što je progib manji. Za proračun progiba se uzimaju samo progibi zbog vlastitih težina, a ne recimo progib koji nastaje zbog zatezanja remena i remenice. Kritični broj okretaja je nezavisan od toga da li se osovina ili vratilo nalaze u vodoravnom, uspravnom ili kosom položaju. 
Približavanje kritičnom broju obrta ispoljava se u jakim vibracijama vratila, te pri dužem radu pod takvim uslovima lom materijala je neizbežan. Zato se osovine i vratila nastoje projektovati tako da izračunati kritični broj obrtaja  leži uz dovoljnu sigurnost iznad ili ispod stvarne pogonske brzine obrtanja. 

#### Fleksijska kritična brzina vrtnje
Osovine i vratila čine, zajedno sa masama pričvršćenim na njima, elastični opružni sistem. Zbog spoljašnjih opterećenja osovine i vratila elastično se deformišu i osciluju (vibriraju) vlastitom frekvencijom. Pri obrtanju dolazi, zbog neuravnoteženosti masa, do dodatnih impulsa centrifugalnih sila koje su zavisne o brzini obrtanja i masi delova smeštenih na osovini ili vratilu. Dodatni impulsi centrifugalnih sila posledica su neizbežnog odstupanja prilikom izrade zbog kojih se položaj težišta na osovini ili vratilu smeštenih rotirajućih masa ne podudara s teoretskim položajem na liniji savijanja. Ako se pogonska brzina okretanja podudara s vlastitom frekvencijom vibriranja osovine ili vratila i na njima smeštenih masa, dolazi do rezonancije. U tom slučaju amplituda vibriranja skokovito se poveća, što može dovesti do loma osovine ili vratila. Brzina obrtanja, kod koje dolazi do rezonancije, naziva se fleksijska kritična brzina obrtanja.
Generalno, duge i tanke osovine i vratila imaju nisku, a kratke i debele visoku fleksijsku kritičnu brzinu obrtanja. Ako je savojna kritična brzina obrtanja manja od brzine obrtanja osovine ili vratila tokom rada, prilikom pokretanja i zaustavljanja mašina mora se osigurati što brži prelaz preko kritičnog područja. Tako će osovina ili vratilo vrlo kratko vreme raditi u kritičnom području, pa će uticaj rezonancije biti zanemariv.
Radna brzina obrtanja osovina i vratila u mašinama ne sme biti blizu kritične brzine obrtanja . Mašine trebaju da rade u podrezonantnom području , ili nadrezonantnom području . Najčešće sistem radi u podrezonantnom području pa je poželjno da  bude što viši. To se postiže: 
- malim razmakom ležaja kako bi progib bio manji,
- balansiranjem sistema kako bi se smanjilo delovanje centrifugalne sile i
- minimizovanjem težine kako bi progib bio manji.

## Spoljašnje veze
- Mašinski elementi, univerzitet u Mostaru, pdf